# Alstroemeria orchidioides
Alstroemeria orchidioides este o specie de plante monocotiledonate din genul Alstroemeria, familia Alstroemeriaceae, descrisă de Meerow, Tombolato și Friedrich Karl Meyer. Conform Catalogue of Life specia Alstroemeria orchidioides nu are subspecii cunoscute.